# Eels Time!
Eels Time! è il quindicesimo album in studio del gruppo indie rock americano Eels. È stato pubblicato il 7 giugno 2024 tramite E Works/PIAS Recordings.
Eels Time! contiene 12 tracce ed è stato scritto dal membro principale Mark Oliver Everett durante le loro prime sessioni di persona dopo la pandemia di COVID-19. È stato registrato tra Los Feliz, Los Angeles e Dublino, presenta contributi di vari artisti, tra cui Koool G Murder, The Chet, Tyson Ritter e Sean Coleman. Il 29 febbraio 2024, la band ha annunciato Eels Time! e pubblicò il singolo Time insieme alla notizia. L'apertura semi-titolare "balmy acoustic number" è una traccia sul concetto di tempo.

## Tracce
1. Time – 2:25 (Mark Oliver Everett)
2. We Won't See Her Like Again – 3:03 (Everett, Chet Lyster)
3. Goldy – 4:08 (Everett, Tyson Ritter,)
4. Sweet Smile – 3:28 (Everett)
5. Haunted Hero – 2:51 (Everett, Ritter)
6. If I'm Gonna Go Anywhere – 4:23 (Everett)
7. And You Run – 3:40 (Everett)
8. Lay with the Lambs – 3:31 (Everett, Ritter, James Larner)
9. Song for You Know Who – 2:17 (Everett, Ritter)
10. I Can't Believe It's True – 3:56 (Everett, Koool G Murder)
11. On the Bridge – 3:17 (Everett, Larner, Ritter)
12. Let's Be Lucky – 4:05 (Everett, Ritter, Coleman)